# Laura Ackerman Smoller
Laura Ackerman Smoller (* 8. Mai 1960 in Little Rock) ist eine US-amerikanische Historikerin.

## Leben
Sie erwarb 1981 den AB am Dartmouth College, 1984 den AM an der Harvard University und 1991 den Doctor of Philosophy an der Harvard University. Von 2007 bis 2014 war sie Professorin für Geschichte an der University of Arkansas at Little Rock. Seit 2014 ist sie Professorin für Geschichte an der University of Rochester.
Ihre Forschung konzentriert sich auf Magie, Wissenschaft und Religion im Europa des Mittelalters und der Renaissance, Astrologie und apokalyptische Prophezeiung sowie Heilige und Wunder.

## Schriften (Auswahl)
- History, prophecy, and the stars. The Christian astrology of Pierre d’Ailly, 1350–1420. Princeton 1994, ISBN 0-691-08788-1.
- The saint and the chopped-up baby. The cult of Vincent Ferrer in medieval and early modern Europe. Ithaca 2014, ISBN 978-0-8014-5217-8.